# تي.آي.
كليفورد هاريس جوزيف، الابن (بالإنجليزية: T.I.) (بالإنجليزية: Clifford Joseph Harris, Jr) (ولد سبتمبر 25, 1980), المعروف باسمه الفني تي.آي., من خلال لقبه تي آي بي وشخصيته المغرورة تي.آي.بي, هو مغني هيب هوب, منتج أفلام وموسيقى, ممثل وكاتب. وهو أيضاً مؤسس ومشارك في كبير الإداريين التنفيذيين في تسجيلات جراند هوستل.
تي.آي أصدر سبعة ألبومات استديو (أنا جاد, فخ الموسيقى, أسطورة يوربان, ملك, تي.آي مقارنة تي.آي.بي, ذيل الورقة و بلا رحمة) مع خمسة لقت نجاحاً في السوق التجارية. أصدر أغاني فردية ناجحة مثل "اخرجهم", "ما تعرفه", رائع مثلنا" (مع اشتراك كانييه ويست، جي-زي وليل وين), "ما تريد", "عيش حياتك" (مع اشتراك ريانا), "ميت وذهب" (مع اشتراك جستين تيمبرلك), "سوف أحميك" (مع اشتراك كيري هيلسون) و "هذا هو كل ما كتبته" (مع اشتراك إمينم). وقد خدم فترتين في سجن المقاطعة, مرتين لأنتهاك شروط الإفراج عنه وفي السجن الفيدرالي لأتهام في حمله أسلحة فيدرالية. أثناء خدمتهم 11 شهراً في السجن أفرج عنه ألبومه الاستوديو السابع, بلا رحمة. كما لتي.آي مهنة تمثيل ناجحة, بطولة في فيلم الآخذون و أي تي ال.

## روابط خارجية
- تي.آي. على موقع IMDb (الإنجليزية)
- تي.آي. على موقع ألو سيني (الفرنسية)
- تي.آي. على موقع ميوزك برينز (الإنجليزية)
- تي.آي. على موقع رولينغ ستون (الإنجليزية)
- تي.آي. على موقع تيرنر كلاسيك موفيز (الإنجليزية)
- تي.آي. على موقع أول موفي (الإنجليزية)
- تي.آي. على موقع قاعدة بيانات برودواي على الإنترنت (الإنجليزية)
- تي.آي. على موقع قاعدة بيانات الأفلام السويدية (السويدية)
- تي.آي. على موقع إن إن دي بي (الإنجليزية)
- تي.آي. على موقع أول ميوزيك (الإنجليزية)
- تي.آي. على موقع أول ميوزيك (الإنجليزية)